# INTA-255

INTA-255

Die INTA-255 war eine Höhenforschungsrakete die von der spanischen Weltraumorganisation INTA entwickelt wurde. Die INTA-255 wurde mit vier Chick-Raketen, die beim Start 0,2 Sekunden lang brannten, gestartet. Die INTA-255 wurde dreimal 1969/70 gestartet. Die Gipfelhöhe der INTA-255 betrug 150 km, der Startschub 42,00 kN, die Startmasse 340 kg, der Durchmesser 0,26 m und die Länge von 6,03 m.